# Adina Mandlová

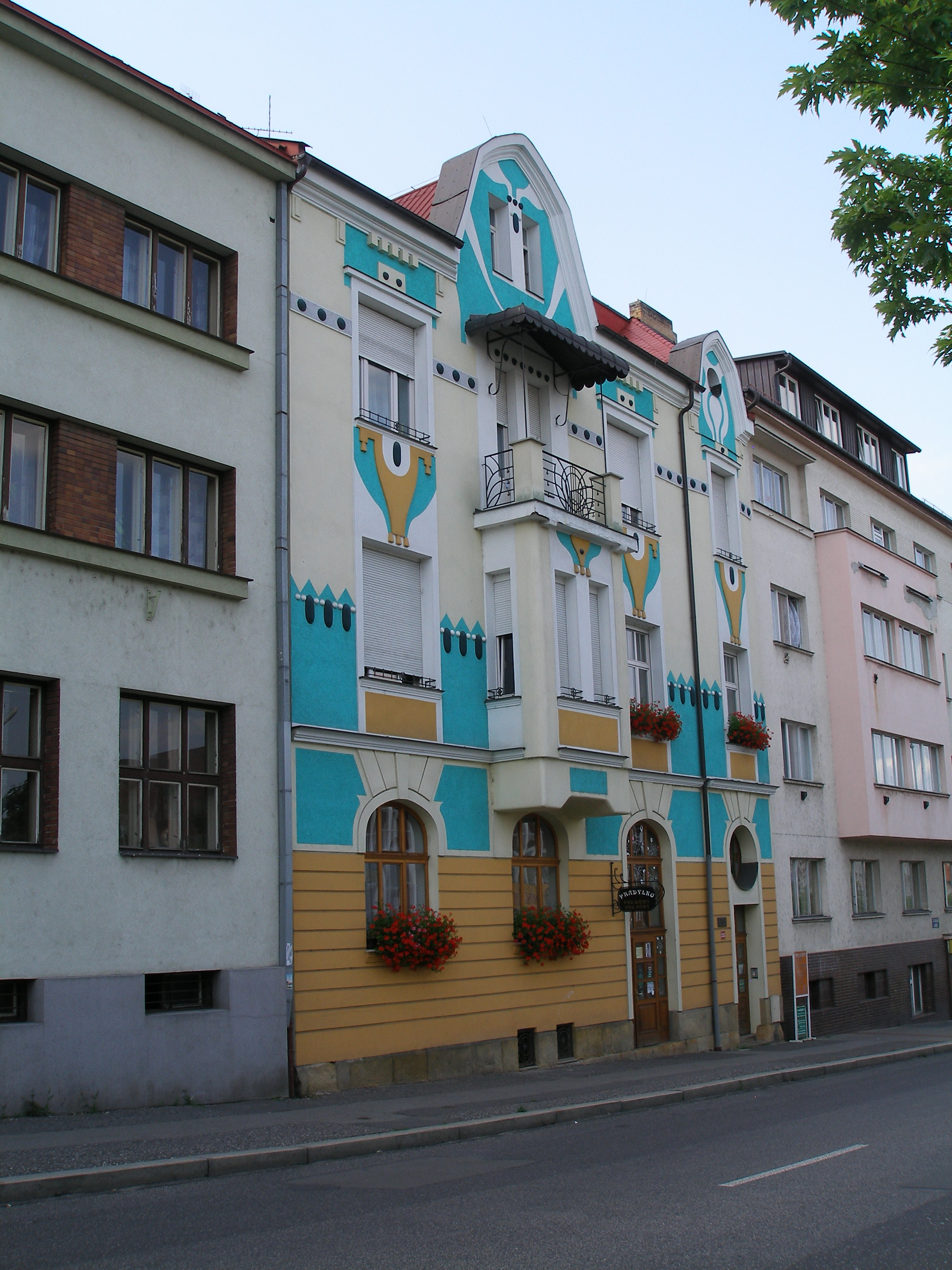
Geburtshaus in Mladá Boleslav

Adina Mandlová, Eigenname Jaroslava Anna Františka Marie Mandlová (* 28. Januar 1910 in Mladá Boleslav; † 16. Juni 1991 in Příbram) war eine bekannte tschechische Schauspielerin der 1930er und 1940er Jahre. In Deutschland spielte sie unter dem Pseudonym Lil Adina.

## Kindheit und Jugend
Adina Mandlová war das älteste von vier Kindern des Ehepaars Mandl und das einzige Mädchen. Ihr Vater legte großen Wert auf ihre Bildung und lehrte sie Klavier spielen. Er starb, als Adina acht Jahre alt war. Da die Familie nun in ärmlichen Verhältnissen lebte, musste Adina fortan im Haushalt mithelfen. Mit 16 Jahren hatte sie einen Liebhaber, mit dem sie Nachtlokale und Bars besuchte. Der neue Freund von Adinas Mutter bezahlte ihr daher einen Aufenthalt in einem französischen Pensionat, aus dem sie jedoch nach zwei Jahren verwiesen wurde.

## Filmkarriere
Anschließend ging Adina Mandlová nach Prag und arbeitete als Model für die Modefirma Rosenbaum. Daneben begann sie mit einer kleinen Rolle in dem Film Děvčátko, neříkej ne! (Mädchen, sag nicht nein!) ihre Kinokarriere in der Tschechoslowakei. Bald gehörte sie zu den prominentesten tschechoslowakischen Schauspielerinnen ihrer Zeit. Sie arbeitete mit renommierten Regisseuren (Martin Frič, Otakar Vávra, František Čáp) sowie Oldřich Nový, Antonín Novotný, Raoul Schránil zusammen. Viele ihrer Filme waren große Kassenerfolge – die bekanntesten sind: Hotel Modrá hvězda, Dva týdny štěstí, Těžký život dobrodruha, Kristián, Šťastnou cestu, Katakomby, Sobota und Cech panen kutnohorských. Einige davon sind in Tschechien und der Slowakei bis heute populär.
1942 nahm Mandlová ein Angebot aus Berlin an und spielte unter dem Pseudonym Lil Adina mit Heinz Rühmann in dem deutschen Film Ich vertraue Dir meine Frau an.

## Privatleben
Zu Beginn ihrer Filmkarriere lernte Adina Mandlová den Schauspieler Hugo Haas kennen, mit dem sie später einige Zeit lebte und etwa acht Filme drehte. Im Jahre 1937 trennten sie sich jedoch. Als sie 1942 in Berlin den Film Ich vertraue Dir meine Frau an drehte, verkehrte sie mit deutschen Künstlern sowie nationalsozialistischen Prominenten, einschließlich Goebbels. Zugleich verbreitete sich im Protektorat Böhmen und Mähren das Gerücht, dass Adina die Geliebte von Karl Hermann Frank sei. Im Jahre 1943 heiratete sie den Maler Zdeněk Tůma, aber die Ehe hielt nur kurz. Nach der Scheidung beging Tůma Selbstmord, und Adina musste das Theater verlassen.
Wegen ihrer Beziehungen zu den Deutschen wurde Adina Mandlová nach dem Zweiten Weltkrieg in ihrem Heimatland inhaftiert. Um weiterer Verfolgung in der Tschechoslowakei zu entgehen, heiratete sie im Jahre 1947 den tschechischen Piloten Josef Kočvárek, der während des Zweiten Weltkriegs auf britischer Seite kämpfte. Nachdem sie die britische Staatsbürgerschaft erlangt hatte, lebte sie in London, wo sie versuchte, an ihre vorige Filmkarriere anzuknüpfen. Wegen Sprachproblemen konnte sie sich jedoch im Vereinigten Königreich nicht durchsetzen.
Nach der Scheidung von Kočvárek heiratete Mandlová ein drittes Mal, aber diese Ehe dauerte nur zwei Jahre. 1950 erkrankte sie an Tuberkulose und kurierte sich in der Schweiz. Im Jahre 1954 heiratete sie den Mode-Designer Ben Peerson und arbeitete für ihn als Model. Das Paar zog später nach Malta. Obwohl Peerson homosexuell war, hielt die Ehe bis zu seinem Tod. Danach kehrte Adina Mandlová 1991 in die Tschechoslowakei zurück und starb hier am 16. Juni 1991 in der Stadt Příbram.